# Leptocera ensenada
Leptocera ensenada är en tvåvingeart som beskrevs av Richards 1931. Leptocera ensenada ingår i släktet Leptocera och familjen hoppflugor. Inga underarter finns listade i Catalogue of Life.